# 阿部快征
阿部 快征（あべ かいせい、1996年5月22日 - ）は、日本の俳優。宮城県出身。2022年よりA&H promotion,inc.に所属。

## 略歴
- 2013年、第26回ジュノン・スーパーボーイ・コンテスト フォトジェニック賞を受賞。[1]
- 2015年、舞台『大正浪漫探偵譚 東堂探偵事務所』で俳優デビュー。

## 人物
- 趣味は野球、料理、エレキギター。

## 出演

### 舞台
- はっぴぃはっぴぃどりーみんぐVol.9『大正浪漫探偵譚 〜東堂探偵事務所〜』（2015年6月9日 - 14日、ザ・ポケット）- なべ（渡辺犬次）役[2]
- はぴどりLive Stage vol.1『JYUKAI-DEN』（2015年9月8日 - 13日、明石スタジオ）- かなた 役[3]
- "STRAYDOG"
  - "STRAYDOG"Produce『心は孤独なアトム』（2015年10月22日 - 25日、シアターグリーン BIG TREE THEATER）- トシオ（少年）役[4]
  - "STRAYDOG"Seedling『映像都市-チネチッタ-』（2016年10月12日 - 16日、中野スタジオあくとれ）- 川野 役[5]
- HYBRID PROJECT アトリエ公演 3rd satellite 『十二夜』（2015年11月26日 - 29日、新宿村LIVE）- ヴァレンタイン 役[6]
- オトメステージVol.3『マフィアモーレ☆』（2016年2月3日 - 7日、新宿村LIVE）- オルガ 役[7]
- 舞台『黒子のバスケ』- 小金井慎二 役
  - 舞台『黒子のバスケ』THE ENCOUNTER（2016年4月8日 - 24日、サンシャイン劇場）[8]
  - 舞台『黒子のバスケ』OVER-DRIVE（2017年6月22日 - 7月9日、AiiA 2.5 Theater Tokyo/13日 - 17日、森ノ宮ピロティホール）[9]
- Casual Meets Shakespeare『A Midsummer Night's Dream』（2016年6月1日 - 5日、ゾーナ川崎プラザソル）- ライサンダー 役[10]
- 『黒蝶のサイケデリカ THE STAGE』（2016年8月3日 - 7日、紀伊國屋ホール）- 紋白 役[11]
- 舞台『ホイッスル!BREAK THROUGH-壁をつき破れ-』（2016年8月31日 - 9月8日、シアター1010）- 高田剛 役[12]
- 舞台『おとめ妖怪ざくろ』（2017年1月18日 - 25日、全労済ホール／スペース・ゼロ）- 花桐丸竜 役[13]
- 舞台『ジョーカー・ゲーム』（2017年5月、Zeppブルーシアター六本木）- 小田切 役[14]
  - 舞台『ジョーカー・ゲームIII』（2025年11月23日〈予定〉、天王洲 銀河劇場） - 回替わりゲスト[15][16]
- 2.5次元ダンスライブ - 世良里津花 役
  - 2.5次元ダンスライブ「S.Q.S Episode 1『はじまりのとき -Thanks for the chance to see you.-』」（2018年5月17日 - 27日、よみうり大手町ホール）[17]
  - 2.5次元ダンスライブ「S.Q.S Episode 2『星芒の彼方－月野百鬼夜行綺譚－』」（2018年11月1日 - 11日、ヒューリックホール東京）[18]
  - 『ツキステ。』＆『スケステ』合同ダンスライブ『LUNATIC LIVE 2018』（2018年12月26日 - 27日、大宮ソニックシティ大ホール）[19]
  - 2.5次元ダンスライブ「S.Q.S BLAZING & FREEZING」（2019年3月3日、舞浜アンフィシアター）[20]
  - 2.5次元ダンスライブ『ツキウタ。』ステージ 第8幕『TSUKINO EMPIRE-Unleash your mind』（2019年3月27日 - 3月31日、舞浜アンフィシアター）[21]
  - 2.5次元ダンスライブ「S.Q.S Episode 3『ROMEO -in the darkness-』」（2019年4月25日 - 5月6日、ヒューリックホール東京）[22]
  - 2.5次元ダンスライブ「S.Q.S Episode 4『TSUKINO EMPIRE2 -Beginning of the World-』」（2019年9月26日 - 9月29日、舞浜アンフィシアター）[23]
  - 2.5次元ダンスライブ「S.Q.S Episode 5『篁志季消失事件』」（2020年2月20日 - 3月1日、ヒューリックホール東京）[24]
  - 2.5次元ダンスライブ「S.Q.S Episode 6『キソセカイステージzwei「アカイホノオ」』」 （2020年7月2日 - 7月12日、シアターGロッソ） ※全公演中止
  - 2.5次元ダンスライブ「S.Q.S Episode 6『キソセカイステージzwei「アカイホノオ」』」 （2021年3月25日 - 31日、ヒューリックホール東京）[25]
  - 「LUNATIC LIVE 2021」（2021年9月4日 - 5日、東京ガーデンシアター） ※全公演中止[26]
  - 2.5次元ダンスライブ「S.Q.S Episode 7『斬心 -千五百秋の朝に。-』」（2021年12月2日 - 12日、ヒューリックホール東京）[27]
  - 2.5次元ダンスライブ「TSUKIPRO STAGE Episode2『月野奇譚 太極伝奇 -金蘭之契-』」（2022年9月3日 - 11日、シアターGロッソ）[28] ※全公演中止[29]
  - 2.5次元ダンスライブ「S.Q.S Episode 8『SCHOOL REVOLUTION あの頃の僕らは』」（2022年12月2日 - 12日、サンシャイン劇場）[30]
  - 2.5次元ダンスライブ「S.Q.S Episode 9『The Freely』」（2023年6月15日 - 25日、I’M A SHOW）[31]
  - 2.5次元ダンスライブ「S.Q.S Episode 10『月野奇譚 太極伝奇 -干戈騒乱-』」(2024年1月19日 - 28日、草月ホール)[32]
  - 「ALIVESTAGE」＆「S.Q.S」ツキプロ合同ライブ(仮)（2024年11月20日 - 24日、東京ドームシティ シアターGロッソ）
- 『アニドルカラーズ！キュアステージ』 - 夏月斗羽 役
  - 『アニドルカラーズ！キュアステージ ～シリウス学園編～』（2018年6月30日 - 7月1日、7月7日 - 8日、シアターGロッソ）[33]
  - 『アニドルカラーズ！キュアステージ』（2019年1月12日 - 14日、1月18日 - 20日、シアターGロッソ）[34]
  - 『アニドルカラーズ！キュアステージ ～シリウス学園編～』（2020年8月27日 - 9月2日、シアター1010） ※全公演中止[35]
  - 『アニドルカラーズ キュアステージ SHUFFLE REVUE』（2021年2月10日 - 14日、シアター1010）[36]
  - 『アニドルカラーズ キュアステージ -Jump to the Future-』（2022年5月27日 - 31日、オルタナティブシアター）[37]
- Live Musical『SHOW BY ROCK!!』―狂騒のBloodyLabyrinth―（2018年8月30日 - 9月9日、天王洲 銀河劇場/14日 - 17日、梅田芸術劇場 シアター・ドラマシティ）- ジューダスJr. 役[38]
- SOLID STARプロデュースvol.17『ハッピーマーケット!!』（2019年6月19日 - 23日、全労済ホール / スペース・ゼロ）- 小沢理 役[39]
- スマホ連動“ヒロイン体験 朗読劇”『スイートルームで悪戯なキス』from 100シーンの恋+（2019年7月4日 - 7日、R'sアートコート）- 木崎桜汰 役[40]
- 舞台『男子はつらくないよ？？』（2019年8月7日 - 11日、有楽町よみうりホール）- ヨウスケ 役[41]
- LIVEミュージカル演劇『チャージマン研！』- バリカン 役
  - LIVEミュージカル演劇『チャージマン研！』（2019年10月31日 - 11月6日、新宿FACE）[42]
  - LIVEミュージカル演劇『チャージマン研！』R-2（2020年10月13日、新宿FACE）- お休み研 役 ※日替わりゲスト[43]
- 劇団ToyLateLie第10回本公演『君は嘘と知らない』（2019年12月18日- 22日、新宿シアターモリエール）- 主演・風早駿介 役[44]
- 舞台『青春歌闘劇バトリズムステージ』- タケル 役
  - 舞台『青春歌闘劇バトリズムステージNOTICE』（2020年1月15日- 22日、草月ホール）[45]
  - 舞台『新春歌闘劇バトリズム The LIVE』（2022年1月2日 - 3日、ヒューリックホール東京）[46]
- 朗読劇『Astrologhias！』- ジェミニ 役
  - 朗読劇『Astrologhias！～mythos１～』（2020年3月13日- 15日、サイエンスホール） ※延期[47]
  - 朗読劇『Astrologhias！〜mythos 3〜』（2023年4月1日 - 16日、科学技術館 サイエンスホール）
  - 朗読劇『Astrologhias！~Extra~』（2023年9月23日 - 24日、築地本願寺ブディストホール）
- インディゴの夜（2020年5月9日 - 17日、シアターサンモール）- テツ 役 ※延期[48]
- オンライン朗読劇『透明な檻』（2020年6月7日、オンライン配信）[49]
- 舞台『CharadeManiacs』（2020年10月3日 - 11日、ラゾーナ川崎プラザソル）- 萬城トモセ 役[50]
- 音楽劇『黒と白-purgatorium- ad libitum』（2020年11月27日 - 12月6日、ヒューリックホール東京）- 不和・プルフラス 役[51]
- 舞台『学園事変』（2021年1月5日- 10日、日暮里d-倉庫）- 主演・熊谷直人 役[52]
- 朗読劇『ドラゴンギアス Another ～再生のための物語～』（2021年4月7日 - 11日、渋谷区文化総合センター大和田 伝承ホール）- マシュー・ダイリ― 役[53]
- 舞台『厨病激発ボーイ～REBORN～』（2021年5月4日 - 8日、新宿FACE）- 厨二葉 役（全公演中止）[54]
- 舞台『あやかし緋扇』（2021年6月17日 - 25日、新宿FACE）- 麟夜 役[55]
- 舞台『One Night Butterfly』（2021年8月12日 - 17日、有楽町よみうりホール）- 佐々木廉太郎 役[56]
- 劇団オモテナシ第9回公演『シンデレラ～Fairy's 12 o'clock bell～』（2021年9月25日 - 26日、シアターグリーン BIG TREE THEATER）- 王子 役 [57]
- 舞台『あやかしむすび』（2021年10月13日 - 17日、渋谷区文化総合センター大和田 伝承ホール）- サダミツ 役[58]
- オンライン朗読劇『空想の輪郭』（2021年10月24日、オンライン配信）[59]
- 舞台『COLOR CROW』- 蒼田三月 役
  - 舞台『COLOR CROW 蒼霧之翼』（2022年3月12日 - 21日、シアターサンモール）[60]
  - 舞台『COLOR CROW 神緑之翼』（2022年10月20日 - 25日、紀伊國屋サザンシアターTAKASHIMAYA）[61]
  - 舞台『COLOR CROW 黑韻之翼』（2023年5月4日 - 13日、シアター1010）[62]
  - 舞台『COLOR CROW 黄靱之翼』（2024年2月10日 - 18日、こくみん共済coopホール/スペース・ゼロ）[63]
- SAB-on『比翼の人』（2022年6月22日 - 26日、シアター・アルファ東京）
- 舞台『佐々木と宮野』（2022年7月23日 - 31日、シアター1010）- 暮沢丞 役[64]
- 新感覚恋愛×マーダーミステリー劇『Love Letter for You』（2022年9月3日 - 5日、EX THEATER ROPPONGI）- 高橋祥太 役 ※4日のみ出演[65]
- ［Otona Project 第四十二弾］演劇ユニット【爆走おとな小学生】第十八回全校集会『舞踏戦隊オドルンZファイター』（2022年9月16日 - 19日、シアターGロッソ）- 緑川力也 役[66]
- 舞台『風が強く吹いている』（2023年1月18日 - 22日、シアター1010）- 柏崎茜（王子）役[67]
- 『東京カラーソニック!!』the Stage - 芦野涼真 役
  - 『東京カラーソニック!!』the Stage Vol.1（2023年2月18日 - 26日、シアター1010）[68]
  - 『東京カラーソニック!!』the Stage Vol.2（2023年11月10日 - 19日、天王洲 銀河劇場）[69]
- 舞台『ラストアンコール』（2023年3月23日 - 3月2日、シアター1010）- 朝日 役 [70]
- 劇団 骸骨ストリッパー 舞台『RAIKA』（2023年5月25日 - 28日、新宿スペース・ゼロ）- 雷火 役
- トレンディは突然に（2023年7月13日 - 18日、シアターサンモール） - 桜庭虹斗 役[71]
- ハンサム落語2023（2023年10月4日 - 9日、CBGKシブゲキ / 10月13日 - 15日、シアター朝日）[72]
- GEKIIKE本公演第13回『鬼神の影法師』‐黎明篇‐（2023年11月29日 - 12月6日、あうるすぽっと）[73]
- キ上の空論 獣三作 一作め『けもののおとこ』（2024年3月23日 - 31日、紀伊國屋ホール）[74]
- ノーティーボーイズ produce ケミカルリアクションACT.3『Only Stupid They』（2024年5月29日 - 6月2日、シアターサンモール） - 主演・加賀見憲一 役[75]
- 舞台『鬼神の影法師』-玲瓏万華篇-（2024年6月13日 - 23日、あうるすぽっと） - 京極咲弥 役[76]
- 舞台「ブルーロック」3rd STAGE（2024年8月9日 - 12日、東大阪市文化創造館 Dream House 大ホール / 8月17日 - 25日、シアターH） - 七星虹郎 役[77]
- アメツチ公演『アテルイ』（2024年10月9日 - 13日、こくみん共済 coop ホール/スペース・ゼロ） - ハヤテ 役[78]
- 舞台『覇権DO!!〜戦国高校天下布武〜』（2024年11月1日 - 5日、シアター・アルファ東京） - 森蘭丸（蘭子） 役[79]
- 舞台『最果てリストランテ』（2024年12月20日 - 24日、R'sアートコート）[80]
- 舞台『新宿羅生門』薩長エージェンシー編（2025年1月18日 - 26日、こくみん共済 coop ホール/スペース・ゼロ） - 高杉深夜 役[81][82]
- 舞台『9 R.I.P.』（2025年3月12日 - 16日、こくみん共済 coop ホール/スペース・ゼロ） - 響 役[83]
- 舞台『誰ソ彼ホテル』（2025年4月24日 - 5月4日、飛行船シアター） - 大外聖生 役[84]
- LEGENDSTAGE feat. カムカムミニキーナ『よろしく候〜BOTTOM OF HEART〜』（2025年6月26日 - 30日、シアター1010） - 弥平 役[85][86]
- 絵本朗読LIVE『ビロードのうさぎ〜ペールトーン〜』（2025年7月13日・16日・17日・21日、CBGKシブゲキ!!）[87][88]

### 映画
- 宇田川町で待っててよ。（2015年7月25日公開）- 生徒 役
- Sea Opening（2018年2月10日公開）- 渡辺士郎 役
- COLOR CROW-緋彩之翼–（2022年9月23日公開）- 蒼田三月 役[89]
- きみといた世界（2024年12月14日公開、BASARA）[90]

### テレビドラマ
- 表参道高校合唱部! 第4話（2015年7月、TBS）- 野球部員 役
- ファイブ 第5話（2017年7月、フジテレビ）- 渓幸平 役
- Missデビル 人事の悪魔・椿眞子 第1話（2018年4月、日本テレビ）- 阿部誠也 役

### テレビ番組
- S.Q.S TV（2018年10月3日 - 11月14日、TOKYO MX）
- S.Q.S TV SEASON2（2020年4月1日 - 4月22日、TOKYO MX・BS日テレ）
- プロステTV（2022年1月5日 - 3月16日、TOKYO MX・BS日テレ、#1、#6 - #7）

### WEB ドラマ
- カンパニー（2018年1月）- 菊永安吾 役

### WEB番組
- キュアステファンミ〜目指せ、シリウスの頂点！全員集合SP〜（2020年8月29日、ZAIKO）
- ツキプロチャンネルあおぞらスペシャル！48時間生配信（2020年11月7日、YouTube・ニコニコ生放送）[91]
- 『アニドルカラーズ！キュアステージ SHUFFLE REVUE』キャストと楽しむ振り返り上映会（2021年4月24日、ZAIKO）[92]
- SHUFFLE REVUE公演 オンライン打ち上げ開催決定（2021年5月8日、YouTube Live）[93]
- キュアステデジタルサイン会 <第2弾>（2021年6月21日、YouTube Live）[94]
- 阿部快征と上仁樹のアニドルch（2021年6月28日 - 11月9日、ニコニコ生放送）[95]
- ツキプロチャンネル48時間生配信2021（2021年11月6日・7日、YouTube・ニコニコ生放送）
- ツキプロチャンネル48時間生配信2022（2022年11月5日・6日、YouTube・ニコニコ生放送）※6日のみ出演[96]
- ツキプロチャンネル48時間マジカルTV（2023年11月3日・4日、YouTube・ニコニコ生放送）※3日のみ出演[97]

### CM
- ジョイポリス（2015年7月）

### 雑誌
- JUNON
- Ranzuki（2014年11月号）
- Popteen（2015年9月号）

### イベント
- 阿部快征 28歳バースデーイベント「KAIWA 〜創世〜」 (2024年5月25日、ジールシアター新宿）[98]
- 中山優貴 34th BirthDay  Event （2025年4月12日、/ MsmileBOX渋谷 ）- ゲスト出演[99]
- 阿部快征 29th Birthday Event  （2025年5月24日、/ 中野坂上ハーモニーホール）[100]
- 塚本コント「～人間関係～」 (2025年10月5日 - 6日、/DDD青山クロスシアター）[101][102]

## CD

### 「S.Q.S」シリーズ関連
| 発売日   | 商品名 | キャスト | 歌                                                |
| 2019年   | 2019年 | 2019年 | 2019年                                            |
| -------- | --- | --- | ------------------------------------------------- |
| 10月25日 | 2.5次元ダンスライブ「S.Q.S Episode4 『TSUKINO EMPIRE2 -Beginning of the World-』」メインテーマ『Beginning of the World』          | 篁志季役：日向野祥、奥井翼役：瀬戸啓太、世良里津花役：阿部快征、村瀬大役：小林涼 和泉柊羽役：田中稔彦、堀宮英知役：中尾拳也、久我壱星役：山中健太、久我壱流役：山中翔太 | 『Beginning of the World』                        |
| 2020年   | | |                                                   |
| 2月20日  | 2.5次元ダンスライブ「S.Q.S Episode5『篁志季消失事件』」メインテーマ『希望の鐘』                                                   | 篁志季役：日向野祥、奥井翼役：瀬戸啓太、世良里津花役：阿部快征、村瀬大役：小林涼 和泉柊羽役：田中稔彦、堀宮英知役：中尾拳也、久我壱星役：山中健太、久我壱流役：山中翔太 | 『希望の鐘』                                      |
| 2021年   | | |                                                   |
| 3月25日  | 2.5次元ダンスライブ「S.Q.S Episode6 『キソセカイステージ：zwei「アカイホノオ」』」メインテーマ『アカイホノオ ～Go On And On～』   | 篁志季役：日向野祥、奥井翼役：瀬戸啓太、世良里津花役：阿部快征、村瀬大役：小林涼 和泉柊羽役：田中稔彦、堀宮英知役：中尾拳也、久我壱星役：山中健太、久我壱流役：山中翔太 | 『アカイホノオ ～Go On And On～』                 |
| 12月2日  | 2.5次元ダンスライブ「S.Q.S Episode7 『斬心 - 千五百秋の朝に。-』」メインテーマ『斬心-無形ノ八重-』                                | 篁志季役：日向野祥、奥井翼役：瀬戸啓太、世良里津花役：阿部快征、村瀬大役：小林涼 和泉柊羽役：田中稔彦、堀宮英知役：中尾拳也、久我壱星役：山中健太、久我壱流役：山中翔太 | 『斬心-無形ノ八重-』                              |
| 2023年   | | |                                                   |
| 1月27日  | 2.5次元ダンスライブ「S.Q.S Episode 8『SCHOOL REVOLUTION あの頃の僕らは』」主題歌『SCHOOL REVOLUTION! −時計仕掛けのモラトリアム−』 | 篁志季役：塚本凌生、奥井翼役：瀬戸啓太、世良里津花役：阿部快征、村瀬大役：小林涼 和泉柊羽役：田中稔彦、堀宮英知役：中尾拳也、久我壱星役：山中健太、久我壱流役：山中翔太 | 『SCHOOL REVOLUTION! −時計仕掛けのモラトリアム−』 |
| 2024年   | | |                                                   |
| 2月23日  | 2.5次元ダンスライブS.Q.S Episide 10 「月野奇譚 太極伝奇 -干戈騒乱-」 主題歌 『太極伝奇～約束～』                                  | 篁志季役：塚本凌生 奥井翼役：瀬戸啓太 世良里津花役：阿部快征 村瀬大役：中山優貴 和泉柊羽役：上山航平 堀宮英知役：藍沢晃多 久我壱星役：瀬川拓人 久我壱流役：北出流星     | 『太極伝奇～約束～』                              |

### 音楽劇『黒と白』シリーズ関連
| 発売日  | 商品名                                         | キャスト                                                                                    | 歌                 |
| 2021年  | 2021年                                         | 2021年                                                                                      | 2021年             |
| ------- | ---------------------------------------------- | ------------------------------------------------------------------------------------------- | ------------------ |
| 1月29日 | 音楽劇『黒と白-purgatorium- ad libitum』劇中歌 | 不和・プルフラス 役：阿部快征、調和・カシエル 役：堀田竜成、堕落・フォルネウス 役：田中晃平 | 『Do it tomorrow』 |

### 「アニドルカラーズ！キュアステージ」シリーズ関連
| 発売日  | 商品名                                        | キャスト | 歌                                       |
| 2021年  | 2021年                                        | 2021年 | 2021年                                   |
| ------- | --------------------------------------------- | --- | ---------------------------------------- |
| 2月10日 | 『Sirius resonance』~ 7Colors                 | 朝日悠希 役：辻諒、夏月斗羽 役：阿部快征、不知火颯 役：岸本勇太、蓮水巴瑠 役：樋口裕太、土岐結人 役：登野城佑真、柚木真哉 役：小林涼、金森碧叶 役：植田慎一郎 | 『Sirius resonance』、『Starry Stories』 |
| 2月15日 | 『Sirius resonance』Solo Collection ~ 7Colors | 朝日悠希 役：辻諒、夏月斗羽 役：阿部快征、不知火颯 役：岸本勇太、蓮水巴瑠 役：樋口裕太、土岐結人 役：登野城佑真、柚木真哉 役：小林涼、金森碧叶 役：植田慎一郎 | 『Sirius resonance』、『Starry Stories』 |
| 2022年  |                                               | |                                          |
| 2月14日 | 『Movin’on』~ 7Colors                         | 朝日悠希 役：辻諒、夏月斗羽 役：阿部快征、不知火颯 役：岸本勇太、蓮水巴瑠 役：樋口裕太、土岐結人 役：登野城佑真、柚木真哉 役：小林涼、金森碧叶 役：植田慎一郎 | 『Movin’on』『Welcome to Our LAND!』     |